# ادی کایزن
ادی کایزن (انگلیسی: Eddie Keizan؛ زادهٔ ۱۲ سپتامبر ۱۹۴۴ در ژوهانسبورگ، درگذشتهٔ ۲۱ مهٔ ۲۰۱۶ در ژوهانسبورگ) رانندهٔ مسابقات اتومبیل‌رانی فرمول یک اهل آفریقای جنوبی بود که از فصل ۱۹۷۳ تا ۱۹۷۵ در مجموع در سه گراند پری شرکت کرد، اما موفق به کسب هیچ امتیازی نشد.
کایزن در ۲۱ مهٔ ۲۰۱۶ در ژوهانسبورگ درگذشت.